# العلاقات الشمال مقدونية القرغيزستانية
العلاقات الشمال مقدونية القيرغيزستانية هي العلاقات الثنائية التي تجمع بين شمال مقدونيا وقيرغيزستان.

## مقارنة بين البلدين
هذه مقارنة عامة ومرجعية للدولتين:
| وجه المقارنة                                              | شمال مقدونيا                                               | قيرغيزستان                      |
| --------------------------------------------------------- | ---------------------------------------------------------- | ------------------------------- |
| المساحة (كم2)                                             | 25.71 ألف                                                  | 199.95 ألف                      |
| عدد السكان (نسمة)                                         | 2.08 مليون                                                 | 6.20 مليون                      |
| الكثافة السكانية (ن./كم²)                                 | 80.9                                                       | 31.01                           |
| العاصمة                                                   | إسكوبية                                                    | بيشكك                           |
| اللغة الرسمية                                             | اللغة المقدونية، اللغة الألبانية                           | اللغة الروسية، اللغة القيرغيزية |
| العملة                                                    | دينار مقدوني                                               | سوم قيرغيزستاني                 |
| الناتج المحلي الإجمالي (بليون دولار)                      | 11.34 مليار                                                | 7.56 مليار                      |
| الناتج المحلي الإجمالي (تعادل القوة الشرائية) بليون دولار | 29.26 مليار                                                | 20.45 مليار                     |
| الناتج المحلي الإجمالي الاسمي للفرد دولار أمريكي          | 4.85 ألف                                                   | 1.10 ألف                        |
| الناتج المحلي الإجمالي للفرد دولار أمريكي                 | 16.25 ألف                                                  |                                 |
| مؤشر التنمية البشرية                                      | 0.747                                                      | 0.655                           |
| رمز المكالمات الدولي                                      | +389                                                       | +996                            |
| رمز الإنترنت                                              | .mk                                                        | .kg                             |
| المنطقة الزمنية                                           | توقيت وسط أوروبا، ت ع م+01:00، ت ع م+02:00، أوروبا/سكوبيه ‏ | ت ع م+06:00                     |

## منظمات دولية مشتركة
يشترك البلدان في عضوية مجموعة من المنظمات الدولية، منها:
| علم المنظمة | اسم المنظمة                        | تاريخ انضمام شمال مقدونيا | تاريخ انضمام قيرغيزستان |
| ----------- | ---------------------------------- | ------------------------- | ----------------------- |
|             | مؤسسة التنمية الدولية              | 25 فبراير 1993            | 24 سبتمبر 1992          |
|             | يونسكو                             | 28 يونيو 1993             | 2 يونيو 1992            |
|             | وكالة ضمان الاستثمار متعدد الأطراف | 19 مارس 1993              | 21 سبتمبر 1993          |
|             | الأمم المتحدة                      | 8 أبريل 1993              | 2 مارس 1992             |
|             | الاتحاد البريدي العالمي            | ?                         | ?                       |
|             | البنك الدولي للإنشاء والتعمير      | 25 فبراير 1993            | 18 سبتمبر 1992          |
|             | الاتحاد الدولي للاتصالات           | 4 مايو 1993               | 20 يناير 1994           |
|             | منظمة حظر الأسلحة الكيميائية       | ?                         | ?                       |
|             | مؤسسة التمويل الدولية              | 25 فبراير 1993            | 11 فبراير 1993          |
|             | منظمة التجارة العالمية             | ?                         | ?                       |
|             | منظمة الشرطة الجنائية الدولية      | ?                         | ?                       |
|             | منظمة الأمن والتعاون في أوروبا     | 12 أكتوبر 1995            | 30 يناير 1992           |

## وصلات خارجية
- موقع وزارة الخارجية القيرغيزستانية